# Brug 1450
Brug 1450 is een bouwkundig kunstwerk in Amsterdam-Zuidoost, wijk Reigersbos.
Deze brug maakt deel uit van het voet- en fietspadenstelsel van Amsterdam-Zuidoost. Een van de paden draagt de naam Steengroevenpad, dat in 1983 haar naam kreeg, een vernoeming naar een boerderij in Winterswijk. Het pad voert deels door landelijk en deels door stedelijk gebied. Bij de overgang in het zuiden van Amsterdam-Zuidoost liggen twee voet- en fietsbruggen, beide ontworpen door Dirk Sterenberg vanuit Hoorn ontworpen voor de Dienst der Publieke Werken. Brug 1450 en Brug 1472 liggen hemelsbreed nog geen 200 meter uit elkaar, toch verschillen ze aanmerkelijk. Brug 1450 is op twee leuningen geheel van beton. Landhoofden en keerwanden zijn duidelijk zichtbaar en geven een vernauwing in het vaarwater aan. De overspanning lijkt te bestaan uit een betonnen plaat, die van landhoofd tot landhoofd ligt. De brug 1450 maakt deel uit van een serie, waarvan er veel in Amsterdam-Zuidoost liggen en (bijna) allemaal dezelfde taak hebben: voet/fietsbrug. Zo liggen elders in de wijk brug 1444 en brug 1347, maar er ligt ook een exemplaar in Amsterdam-West (brug 1908). Opvallend aan brug 1450 zijn de eindbalusters; ze hebben de vorm van abstracte sculpturen, die de vorm lijken te hebben van een heftpoort behorende bij hefbruggen; brug 1450 is echter een vaste brug. Deze sculpturen houden een betonnen leuningbalk op hun plaats. De eerdergenoemde brug 1472 is een brug die weliswaar een betonnen onderbouw heeft, maar verder een houten bovenbouw, alles gedragen door brugpijlers.   
1431 · 1432 · 1438 · 1439 · 1444 · 1445 · 1446 · 1447 · 1448 · 1449 ·  1450 · 1451 · 1452 · 1453 · 1454 · 1455 · 1456 · 1457 · 1458 · 1459 · 1461 · 1462 · 1463 · 1464 · 1465 · 1466 · 1471 · 1472 · 1473 · 1477 · 1478 · 1479 · 1482 · 1483 · 1484 · 1485 · 1486 · 1487 · 1488 · 1489 · 1490
Overige brugnummers niet vergeven of gesloopt (gegevens 2022).